# Карл Вендлингер
Карл Вендлингер, рођен 20. децембра 1968. године је бивши аустријски возач Формуле 1.